# 基本教義派的耶穌基督後期聖徒教會

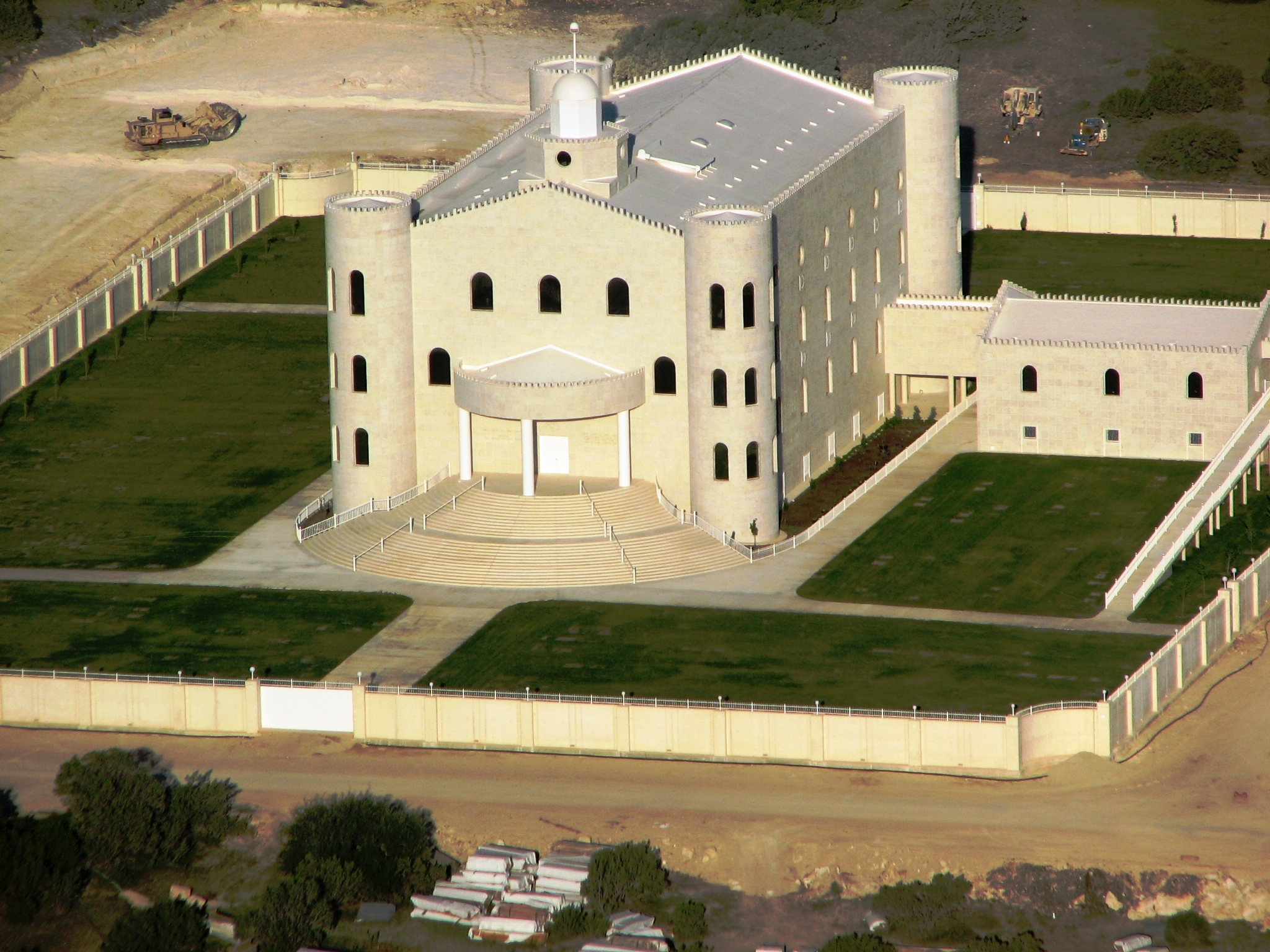
位於美國德州艾多拉多市（Eldorado）的FLDS教堂

基本教義派的耶穌基督後期聖徒教會（Fundamentalist Church of Jesus Christ of Latter Day Saints，常簡稱為FLDS）曾在美國最大的奉行一夫多妻制的團體。一群創始教徒在1930年代離開耶穌基督後期聖徒教會（The Church of Jesus Christ of Latter-day Saints，LDS）後創立了FLDS。造成這次分裂主要起因為LDS放棄多配偶制，並且將南犹他州和北亞利桑那州實行多妻制的教徒逐出教會。
FLDS教會於1930年代成立後，其總部便一直設於美國猶他州希爾達爾市（Hildale, Colorado City, UT），該市與亞利桑那州科羅拉多市互組為雙城（twin city）。而2004年有新聞媒體指出教會可能將總部遷往德州艾多拉多市（Eldorado），有FLDS的教徒在該地建造了大型的教堂。沃倫·杰弗斯（Warren Jeffs）在2002年繼承父親魯倫·杰弗斯（Rulon Jeffs）成為該教派的領袖。沃倫·杰弗斯曾因性侵犯罪案件遭通緝約兩年。從2006年5月開始，至他遭逮捕的2006年8月間，沃倫·杰弗斯名列美國聯邦調查局（FBI）的十大通緝要犯。在2007年9月25日，杰弗斯因兩起性侵案件被認定有罪，並遭求處十年以上的有期徒刑至終身監禁。
沃倫·杰弗斯在2007年11月20日正式辭去FLDS教會的領袖職務。

## 教會總部和會友
由於FLDS教會內部封閉，外界無法得知該教會的會友總數。但是一般估計總數約在6千到1萬人之間，分布在亞利桑那州的科羅拉多市和猶他州的希爾戴爾聯合起來的雙城的社區中。在買下位於德州 Eldorado的這個稱為Yearning for Zion Ranch的農莊後，似乎有將總部與大多數忠信信眾搬遷到此處的意圖。該教會長久以來在加拿大也有一個分部，位於卑詩省的Bountiful（滿地富）。

### 財務
FLDS的教會擁有一間製造飛機零組件的工廠，賣零組件給美國政府。從1998年到2007年為止，總共交付了約170萬美元的訂單。

## 特殊教義

### 服裝規定
該教會的所有成員必須遵守嚴格的服裝穿著規定。女性不得穿著裤子或任何露出膝蓋的裙子。男性則穿著簡單的衣物，通常是有顏色的襯衫和一般的长褲。短袖、短裤无论男女都不得穿着。男性不得在身上刺青或穿洞，但女性可以有對邊耳洞。女性和女童通常穿著自家縫製的單色長袖洋裝，約長及小腿，並搭配長襪，而頭髮則是向上梳起或藏在科伊夫帽（Coif）帽下。

## 資料來源
1. ↑  .   [2008-04-21]. （原始内容存档于2014-10-22）.
2. ↑  .   [2008-04-21]. （原始内容存档于2009-04-27）.
3. ↑  HAVE YOU SEEN THIS MAN? FBI Announces New Top Tenner （页面存档备份，存于）, from the FBI Headline Archives，2006年5月6日，於2008年4月9日查閱。
4. ↑  . The Salt Lake Tribune. 2007-09-25  [2007-09-25]. （原始内容存档于2007-10-15）.
5. ↑  . The Associated Press. 2007-09-25  [2007年9月25日].
6. ↑  .   [2008-04-21]. （原始内容存档于2008-04-15）.
7. ↑  . Deseret Morning News. 2007-12-05  [2008-04-22]. （原始内容存档于2008-04-09）.
8. ↑  見美國政府普查網頁2005年 Portuguese Web Archive的存檔，存档日期2009-07-10、2006年 （页面存档备份，存于）
9. ↑  .   [2008-04-24]. （原始内容存档于2008-05-11）.
10. ↑  見2008年4月17日CNN報導 （页面存档备份，存于）
11. ↑  .   [2008-04-21]. （原始内容存档于2008-04-23）.